# Paulina Kuczalska-Reinschmit
Paulina Kuczalska-Reinschmit (z domu Kuczalska; ur. 15 stycznia 1859 w Warszawie, zm. 13 września 1921 tamże) – polska działaczka społeczna, wydawczyni i publicystka, feministka nazywana Wodzem, Hetmanką, Sterniczką.

## Życie i działalność
Paulina Kuczalska pochodziła z rodziny ziemiańskiej, do której należały majątki Smolne i Bereźniaki w powiecie czerkaskim. Była córką Eweliny z Jastrzębiec-Porczyńskich, która należała do grupy Entuzjastek Narcyzy Żmichowskiej. Jej dziadek, Edward Porczyński, był legionistą walczącym pod Samosierrą.
W 1879 roku zawarła związek małżeński ze Stanisławem Reinschmitem, wysokim urzędnikiem Towarzystwa Kredytowego Ziemskiego. Mąż zaraził ją chorobą weneryczną, w wyniku której straciła oko. W 1885 roku rozstała się z mężem, który objął opiekę nad ich synem Leonem Reinschmitem.
Działalność publicystyczną rozpoczęła w 1881 roku publikacją na łamach „Echa”. Publikowała m. in. w Tygodniku Illustrowanym, Kurierze Warszawskim, Kurierze Codziennym, Ogniwie i Nowej Gazecie. W 1889 roku wraz z Marią Szeligą wzięła udział w międzynarodowym kongresie organizacji kobiecych w Paryżu.
W latach 1885–1889 studiowała nauki ścisłe w Genewie i Brukseli.
Bodaj jako pierwsza sformułowała postulaty kobiece odrębnie od kwestii narodowowyzwoleńczych. Stanowisko to zaprezentowała m. in. podczas warszawskiego wiecu Demokracji Postępowej w 1906 roku. Polemizowała z Elizą Orzeszkową, która proponowała samopoświęcenie kobiet – Kuczalska-Reinschmit wskazywała na konieczność wywalczenia praw kobiet nawet przed zdobyciem niepodległości Polski. Współtworzyła wiele organizacji i instytucji edukacyjnych, zawodowych, charytatywnych, politycznych. W 1894 roku stworzyła Delegację Pracy Kobiet przy Towarzystwie Popierania Przemysłu i Handlu, której głównymi zadaniami była walka o pełny dostęp kobiet do cechów rzemieślniczych oraz prowadzenie kursów zawodowych dla kobiet. Jej bliską współpracownicą była Józefa Bojanowska.
W latach 1905–1907 działaczka Związku Polskiego Równouprawnienia Kobiet. W 1907 roku stworzyła Związek Równouprawnienia Kobiet Polskich, którego głównym celem miała być akcja dla uzyskania powszechnego, równego prawa wyborczego bez różnicy płci, narodowości i wyznań, przy bezpośrednim i tajnym głosowaniu. Kuczalska do śmierci była prezeską Związku. Założycielka gazety „Ster”, pierwszego polskiego pisma poświęconego prawom kobiet, wydawanego we Lwowie (1895–1897), a następnie w Warszawie (1907–1914). Współpracowały z nią i bywały w prowadzonym przez nią salonie przy ul. Marszałkowskiej najważniejsze feministki epoki: Janina Baudouin de Courtenay, Justyna Budzińska-Tylicka, Kazimiera Bujwidowa, Maria Dulębianka, Maria Konopnicka, Iza Moszczeńska, Eliza Orzeszkowa, Józefa Sawicka, Cecylia Walewska. W „Sterze” publikowali też mężczyźni tacy jak m. in. Piotr Chmielowski i Stefan Żeromski.
Kuczalska-Reinschmit zorganizowała uroczyste obchody dwudziestopięciolecia twórczości Elizy Orzeszkowej, podczas których zebrała fundusze na prace naukowe kobiet. W 1911 roku odbył się jubileusz samej Kuczalskiej-Reinschmit w Resursie Obywatelskiej, w którym wzięły udział członkinie szesnastu stowarzyszeń kobiecych, zarówno polskich, jak i zagranicznych.
Kuczalska-Reinschmit była poliglotką – władała francuskim, niemieckim, włoskim i angielskim. Cecylia Walewska, kronikarka polskiego ruchu feministycznego, nazwała ją pierwszą niezmordowaną rzeczniczką pełnych, bezkompromisowych praw kobiety.
Pochowana została na cmentarzu Powązkowskim w Warszawie (kwatera 329-2-3).

## Upamiętnienie
- Od 2017 roku na Wydziale Prawa i Administracji UW działa koło naukowe, którego patronką jest Paulina Kuczalska-Reinschmit pod opieką Marii Boratyńskiej i Jakuba Urbanika[4][5].

## Wybrane publikacje
- Nasze drogi i cele. Szkic do programu działalności kobiecej, Lwów 1897.
- Stan wykształcenia kobiet w Polsce, 1902.
- Historia ruchu kobiecego, 1903.
- Młodzież żeńska i sprawa kobieca, Warszawa 1906.
- Siostry; sztuka psychologiczna, Warszawa 1908.
- Wyborcze prawa kobiet, Warszawa 1911.